# Aloe capitata
Aloe capitata é uma espécie de liliopsida do gênero Aloe, pertencente à família Asphodelaceae.